# Animal Politics Foundation
La Animal Politics Foundation (APF) è un'organizzazione senza scopo di lucro fondata nel 2012 che promuove la difesa dei diritti degli animali a livello di politica internazionale.

## Storia
Nel 2012, il Partito per gli Animali ha creato l'Animal Politics Foundation (APF). I progetti e le attività dell'APF puntano sul rinforzamento del movimento internazionale, creando legami, condividendo conoscenza ed espandendo e rinforzando la rete. APF organizza delle tavole rotonde e delle conferenze che puntano sullo scambio della conoscenza e le pubbliche relazioni. L'Animal Politics Foundation vuole che i diritti animali siano compresi nel processo democratico in tutto il mondo. Lo raggiunge basandosi su una visione che comprende tutto il pianeta considerando gli interessi dell’uomo, l’animale, la natura e l’ambiente nel loro rispettivo contesto. A questo proposito, il APF punta non solo sulle persone che sono già politicamente attive, ma tramite le sue attività, spera di ispirare un pubblico maggiore di lavorare per i diritti degli animali dentro il sistema politico e la democrazia.

## Aderenti
| Stato       | Membro                                                          |
| ----------- | --------------------------------------------------------------- |
| Australia   | Animal Justice Party                                            |
| Belgio      | Per gli Animali                                                 |
| Brasile     | Partido Animais                                                 |
| Canada      | Animal Protection Party                                         |
| Cipro       | Partito degli Animali di Cipro                                  |
| Danimarca   | Veganerpartiet                                                  |
| Finlandia   | Partito della Giustizia degli Animali                           |
| Francia     | Partito animalista                                              |
| Grecia      | Partito Animalista Greco                                        |
| Germania    | Partito per l'Umanità, l'Ambiente e la Protezione degli Animali |
| Inghilterra | Animal Welfare Party                                            |
| Irlanda     | Party for Animal Welfare                                        |
| Italia      | Partito Animalista Italiano                                     |
| Israele     | Justice for All Party                                           |
| Paesi Bassi | Partito per gli Animali                                         |
| Portogallo  | Persone-Animali-Natura                                          |
| Regno Unito | Partito del benessere animale                                   |
| Spagna      | Partito Animalista Contro il Maltrattamento degli Animali       |
| Stati Uniti | Humane Party                                                    |
| Svezia      | Partito degli Animali                                           |
| Svizzera    | Tierpartei Scweiz                                               |
| Taiwan      | Trees Party Taiwan                                              |
| Turchia     | Hayvan Partisi                                                  |